# Jana-Aoul
Jana-Aoul (en kazakh : Жана-Аул (nouveau-village), en altaï méridional : Јаҥы-Аул, Jany-Aoul, en russe : Жана-Аул) est un village du raïon de Koch-Agatch dans la république de l'Altaï en Russie. Il fait partie de l'établissement rural kazakh, dont il en le chef-lieu. Sa population s'élevait à 751 habitants au recensement de 2021.

## Géographie
Le village de Jana-Aoul se situe dans la république de l'Altaï, une république de Sibérie méridionale, en Russie. Il fait partie du district fédéral sibérien, et le village se trouve à 310 km au sud-est de Gorno-Altaïsk, la capitale de la république et à 700 km au sud-est de Novossibirsk, la capitale du district. Le village fait partie du raïon de Koch-Agatch, le plus méridional des raïons de la république, qui compte 16, localités avec Koch-Agatch comme centre administratif, à 23 km au nord-ouest.
Jana-Aoul, comme toute la république de l'Altaï, est située dans le fuseau horaire MSK+4 (heure de Krasnoïarsk). Le décalage horaire appliqué par rapport au temps universel coordonné est +07:00.

## Histoire
Le village a été fondé en 1986 par des Kazakhs, immigrants du village d'Aktal. En 1999, un musée de la culture kazakhe a été ouvert, ainsi que des monuments aux morts de la Grande Guerre patriotique et aux victimes de la répression politique. Le musée a été fondé à l'initiative du président du kolkhoze A. J. Djatkambaïev. En 2003, il est devenu une succursale du Musée national de la république de l'Altaï,.

## Démographie
Recensements (*) et estimations de la population,,:
| 2002* | 2010* | 2012 | 2013 |
| ----- | ----- | ---- | ---- |
| 1 493 | 992   | 879  | 876  |

| 2014 | 2015 | 2016 | 2021* |
| ---- | ---- | ---- | ----- |
| 863  | 829  | 796  | 751   |

En 2002, sur les 1 493 habitants, il y avait 100 % de Kazakhs.

## Transports

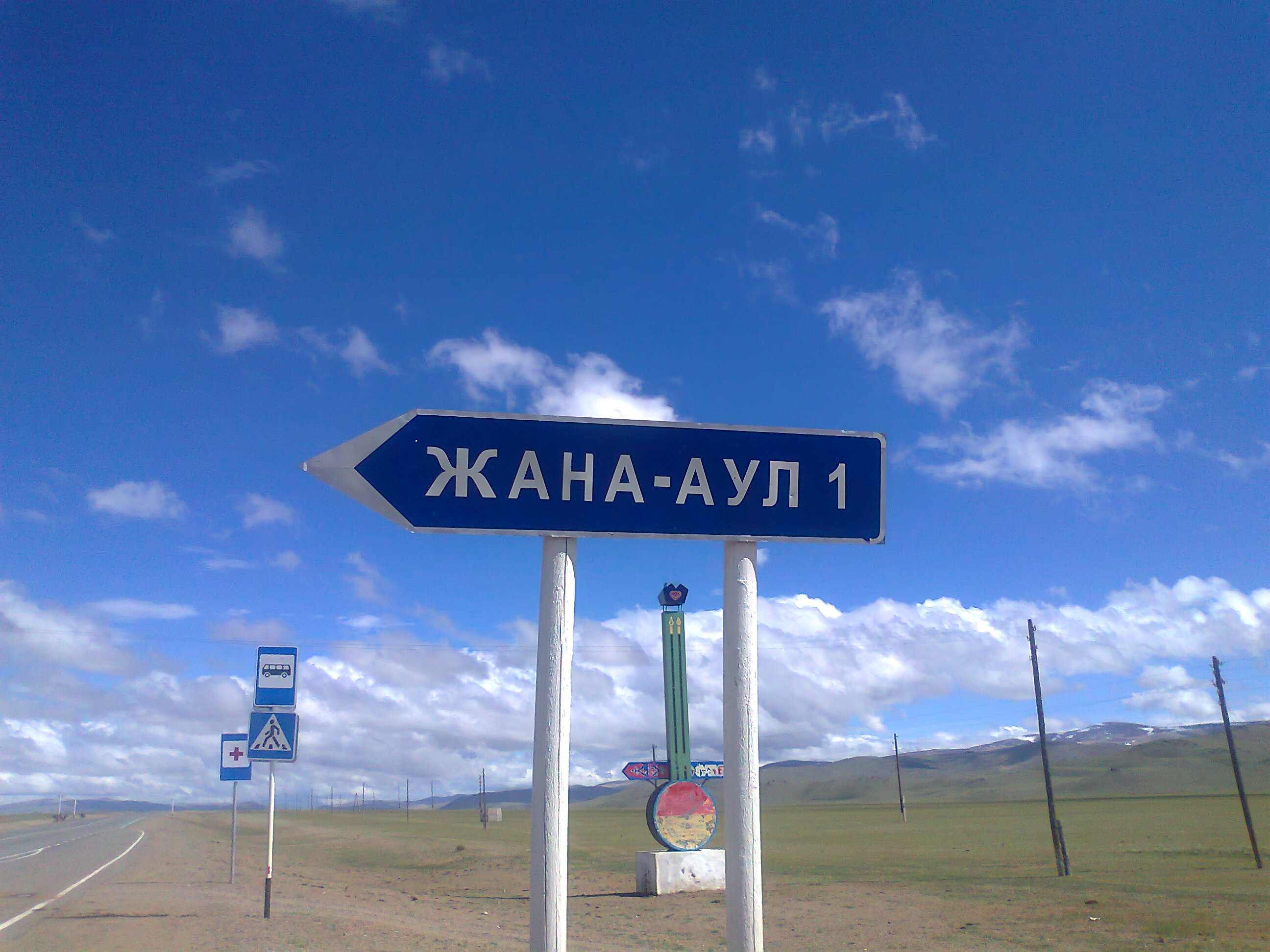
R256 à Jana-Aoul.

Le village se situe au 917e km de la route de la Tchouïa (R256), route fédérale allant de Novossibirsk jusqu'à Tachanta, en desservant de très nombreuses localités de la république, et agissant comme l'axe de transport principal de la région.